# Quité Djata
Quité Djata é uma política guineense e membro do Partido Africano para a Independência da Guiné e Cabo Verde.

## Biografia
Formou-se em Agronomia pela Universidade de Leipzig, na Alemanha. Fez a Pós-Graduação na área de Desenvolvimento Rural, em 1990/1991. Foi responsável do Programa de Participação Comunitária do Projeto “PADIR”. Trabalhou igualmente no Projeto “PROCOFAS”, Projeto de Mudança de Comportamento no domínio de Água e Saneamento. Foi assistente técnico de um Projeto Pós-Conflito financiado pelo Banco Mundial. Foi Coordenadora do Programa Nacional do Comité Nacional para Abandono das Práticas Nefastas na Guiné-Bissau. Secretária de Estado do Ambiente no governo inclusivo dirigido por Aristides Gomes. Em 2019 voltou a ser nomeada Secretária de Estado do Ambiente e Biodiversidade.